# Милу, Софьян
Софья́н Милу́ (фр. Sofiane Milous; 1 июля 1988, Дранси, Франция) — французский дзюдоист, участник летних Олимпийских игр 2012 года, чемпион Европы по дзюдо 2010 года.

## Спортивная биография
В составе сборной Франции Софьян Милу стал выступать с 2007 года. В 2010 году молодой француз добился своего самого крупного успеха. На чемпионате Европы в Вене Милу завоевал золото в категории до 60 кг, победив в финале австрийца Людвига Пайшера.
В 2012 году Софьян Милу принял участие в летних Олимпийских играх в Лондоне. В соревнованиях в категории до 60 кг французский дзюдоист смог дойти до четвертьфинала соревнований, где уступил японцу Хироаки Хираоке. В первом утешительном раунде Милу встретился с армянским дзюдоистом Ованесом Давтяном. В упорном поединке победа осталась за милу. В финале утешительного турнира Софьян встретился с Ришодом Собировым. На протяжении всей схватки Милу вёл пассивную борьбу, за что и получил три предупреждения. В итоге именно из-за них Милу и проиграл решающую схватку и занял лишь 5-е место.